# Torre Whitslaid

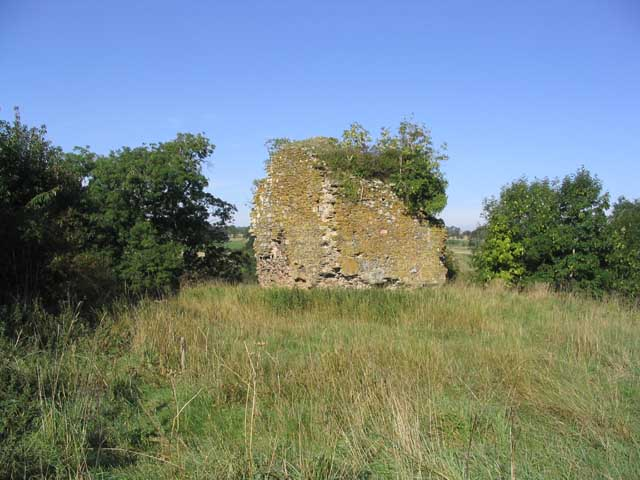
Ruínas da Torre Whitslaid, Escócia.

A Torre Whitslaid (em inglês:  Whitslaid Tower) foi uma torre do século XIV localizada em Legerwood, Scottish Borders, Escócia.

## História
As terras de Whytslaid foram mencionadas numa carta de Roberto II, datada de 1371 e em meados do século XVII a torre foi adquirida por William Montgomery de Makbiehill.

## Estrutura
A atual estrutura restante mede 7,6 metros por 4,8 metros, com paredes de espessura de 2,1 metros.